# Vitvingad bekard
Vitvingad bekard (Pachyramphus polychopterus) är en fågel i familjen tityror inom ordningen tättingar.

## Utseende
Bekarder är tyrannliknande fåglar, medelstora med rätt platt huvud. Denna art varierar i utseende geografiskt, där hanar i norr och väst är grå med svart på hjässa och rygg, medan fåglar i Amazonområdet är mestadels svart. Hos alla bestånd syns dock tydliga svartvita teckningar på vingarna, därav namnet. Honan är anspråkslöst tecknad, med rätt rent ansikte och ljust gulaktig undersida. Vingbanden är beigefärgade, liksom spetsarna på stjärtpennorna. Båda könen är lika svartvit bekard, men hanen utmärker sig genom svart på ryggen och honan genom avsaknad av roströd hjässa och svart ögonstreck.

## Utbredning och systematik
Vitvingad bekard delas in i åtta underarter med följande utbredning:
- Pachyramphus polychopterus similis – sydligaste Mexiko i östra Chiapas, Belize och karibiska sluttningen i Guatemala söderut till Costa Rica och Panama (båda sluttningarna) och till nordvästligaste Colombia (Chocó)
- Pachyramphus polychopterus cinereiventris – norra Colombia förut norra Chocó, österut till Sierra Nevada de Santa Marta
- Pachyramphus polychopterus dorsalis – västra och centrala Colombia (Andernas västsluttning i södra Nariño samt de övre Cauca- och Magdalenadalarna) samt nordvästra Ecuador (söderut till norra Pichincha)
- Pachyramphus polychopterus tristis – nordöstra Colombia (Norte de Santander) österut till Guyanaregionen, Trinidad och Tobago samt nordöstra Brasilien (österut till Maranhão och sydöstra Pará)
- Pachyramphus polychopterus tenebrosus – sydöstra Colombia (Caquetá) söderut till östra Ecuador och nordöstra Peru (norr om Amazonfloden österut till Napofloden; även söder om Marañónfloden österut till nedre Huallaga)
- Pachyramphus polychopterus nigriventris – sydöstra Colombia (Meta) söderut genom östra Peru (öster om tenebrosus) till norra Bolivia, och österut till södra Venezuela och västra Brasilien
- Pachyramphus polychopterus polychopterus – östra Brasilien (Piauí och Ceará till Alagoas och Bahia)
- Pachyramphus polychopterus spixii – häckar i sydcentrala och södra Brasilien (Mato Grosso till Espírito Santo, söderut till Rio Grande do Sul) samt möjligen södra Bolivia söderut till norra Argentina; delvis flyttfågel som övervintrar norrut till sydöstra Peru och norra Bolivia

## Levnadssätt
Vitvingad bekard hittas i beskogade områden, dock vanligen inte inne i högväxt skog. Den föredrar istället skogsbryn och ungskog och ses vanligen på medelhög höjd i träden, enstaka eller i par.

## Status
Arten har ett stort utbredningsområde och beståndet anses stabilt. Internationella naturvårdsunionen IUCN listar den därför som livskraftig (LC).